# The Qemists
The Qemists je hudební skupina pocházející z Brightonu ve Velké Británii. V současné době spolupracují s nahrávacím studiem Amazing Record Co. ve Velké Británii. Kapela má dohodu i s Beat Records pro distribuci v Japonsku a v únoru 2016 oznámila, podepsání smlouvy s americkým studiem FiXT Music.

## Historie
The Qemists byla původně rocková skupina s bubeníkem, baskytaristou a kytaristou, a již od vzniku cestovali po celé Velké Británii a Evropě a také trávili spoustu času v nahrávacím studiu. V této době na konci 90. let, začal jejich zájem o drum and bass a začaly hrát i airplay. Několik let vystupovali přes den jako rocková kapela, zatímco v noci hráli drum and bass, a tento střet zájmů vedl ke spojení obou stylů a vytvořil skupinu dnes známou jako The Qemists.
Jejich debutové vydání je remix "Everything Is Under Control" vydán Ninja Tune, který podpořili Zane Lowe, Coldcut a Pendulum.
Jejich první singl s názvem "Stompbox" se objevil v soundtracku k filmu Jumper. "Stompbox" a "Tom Cat" poté zazněly v akčním filmu Blitz (2011).

## Diskografie

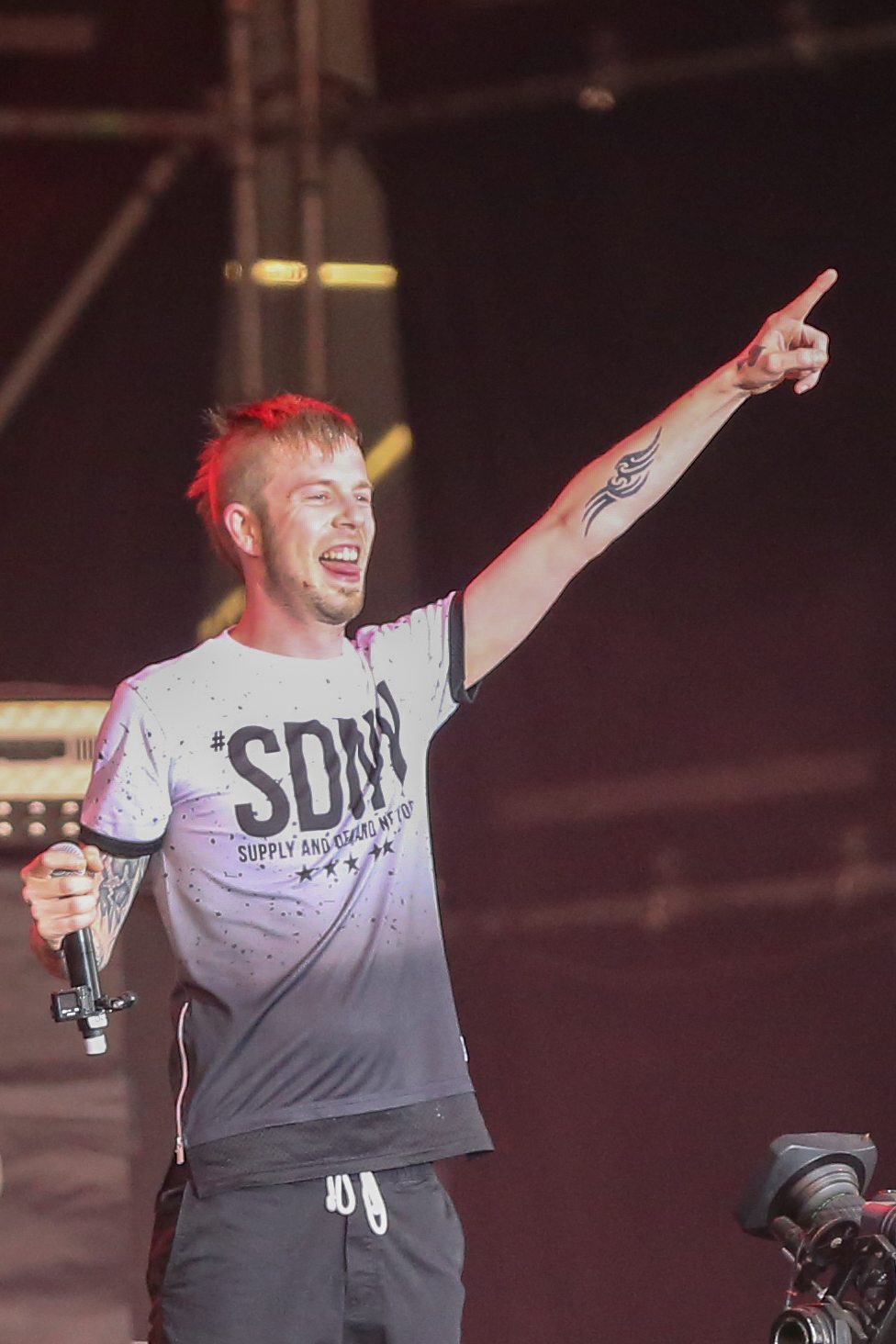
The Qemists na polském Woodstocku

### Studiová alba
| Název                | Vydavatelství | Rok  |
| -------------------- | ------------- | ---- |
| Join the Q           | Ninja Tune    | 2009 |
| Spirit in the System | Ninja Tune    | 2010 |
| Warrior Sound        | Warrior Sound | 2016 |

### Singly a EP
- 2004 "React"
- 2004 "Summer Son"
- 2006 "Iron Shirt" / "Let There Be Light"
- 2007 "Stompbox"
- 2008 "Dem Na Like Me" (feat. Wiley)
- 2009 "Lost Weekend" (feat. Mike Patton)
- 2009 "On the Run" (feat. Jenna C)
- 2009 "Drop Audio" (feat. I.D.)
- 2010 "Your Revolution" (feat. Matt Rose)
- 2010 "Hurt Less" (feat. Jenna C)
- 2010 "Renegade" (feat. Maxsta & MC I.D)
- 2011 "Take It Back" (feat. Enter Shikari)
- 2013 "No More"
- 2016 "Run You"
- 2016 "Anger" (feat. Kenta Koie of Crossfaith)